# Eduardo Burnay

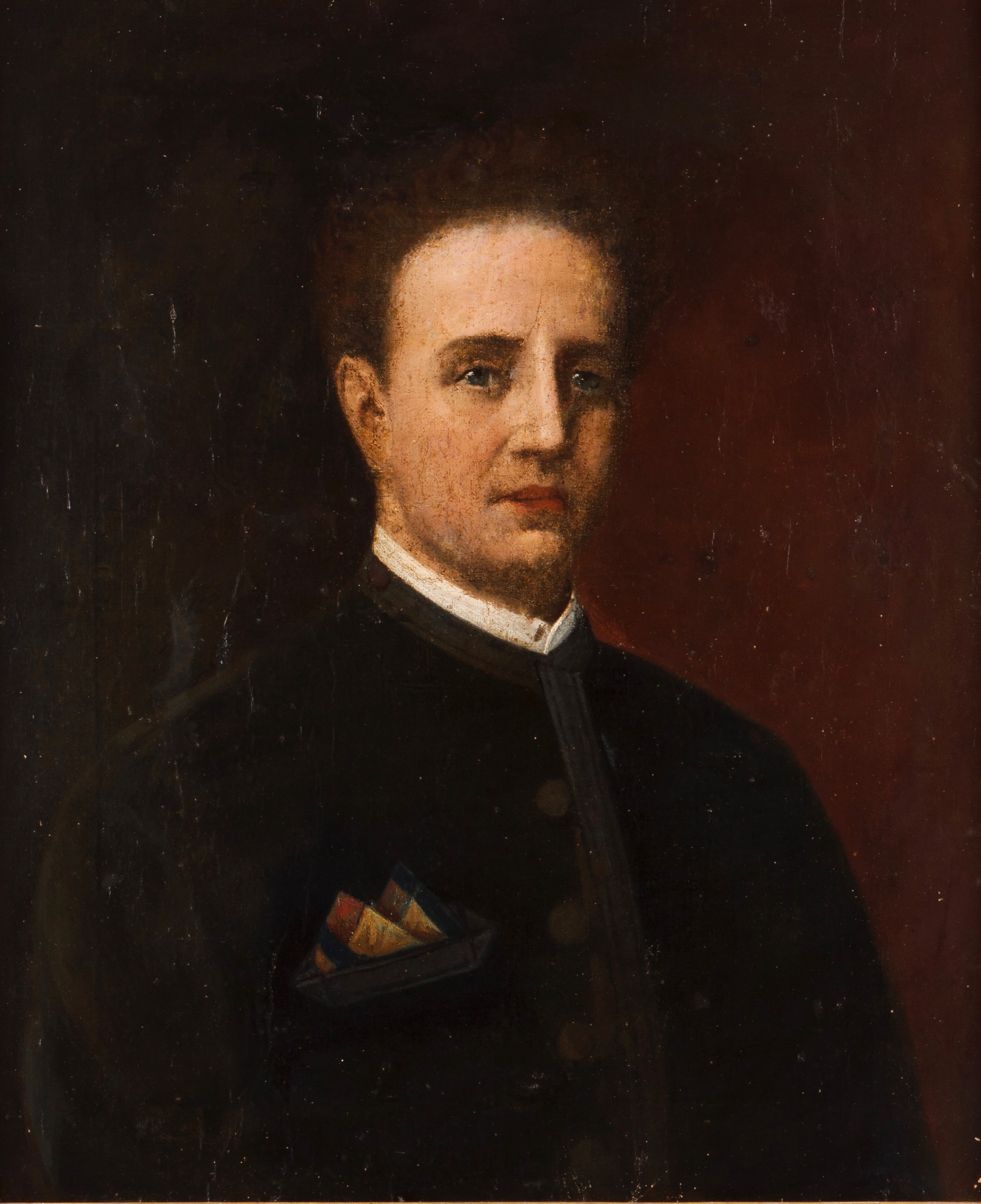
Eduardo Burnay

Eduardo Burnay (Lisboa, Mártires, 3 de Julho de 1852 — Lisboa, Mercês, 8 de Dezembro de 1924). Foi um médico, delegado de saúde de Lisboa, professor e político português. Morreu entre os 70 e 71 anos de idade na cidade Mercês, Lisboa.

## Vida
Eduardo Burnay (n. Lisboa, 1853- m. Lisboa, 8 de Dezembro de 1924). Foi um médico, delegado de saúde de Lisboa, professor e político português. Fez licenciatura em medicina e foi bacharel em filosofia na Universidade de Coimbra. Era doutor em medicina. Deu aulas de Zoologia e Química na Escola Politécnica da Faculdade de Ciências da Universidade de Lisboa. Autor de algumas publicações no âmbito da Zoologia, E. Burnay foi um dos primeiros evolucionistas portugueses. As dissertações que apresentou à Escola Politécnica, para aí se tornar professor (1880 e 1883), revelam o seu apêgo à interpretação haeckeliana do evolucionismo. Em Paris, esteve com as três primeiras crianças de Portugal que obtiveram tratamento anti-rábico pelo método de Pasteur. Participou no nosso país nas discussões acerca da adopção deste método. 
Na política começou a ser eleito deputado a partir de 1898.
Em 1902, na qualidade de deputado, foi o responsável pela promoção das obras de construção da muralha superior da arriba da Praia do Peixe ou Praia dos Pescadores na Ericeira.
De Janeiro de 1905 a Fevereiro de 1908, Eduardo Burnay foi eleito Presidente da Câmara de Mafra. Neste cargo ordenou que fosse desenterrado o antigo pelourinho da Vila da Ericeira e o re-erguessem no mesmo local outrora apeado.
Por sua vontade, Eduardo Burnay foi sepultado no cemitério da Ericeira a 8 de Maio de 1925.

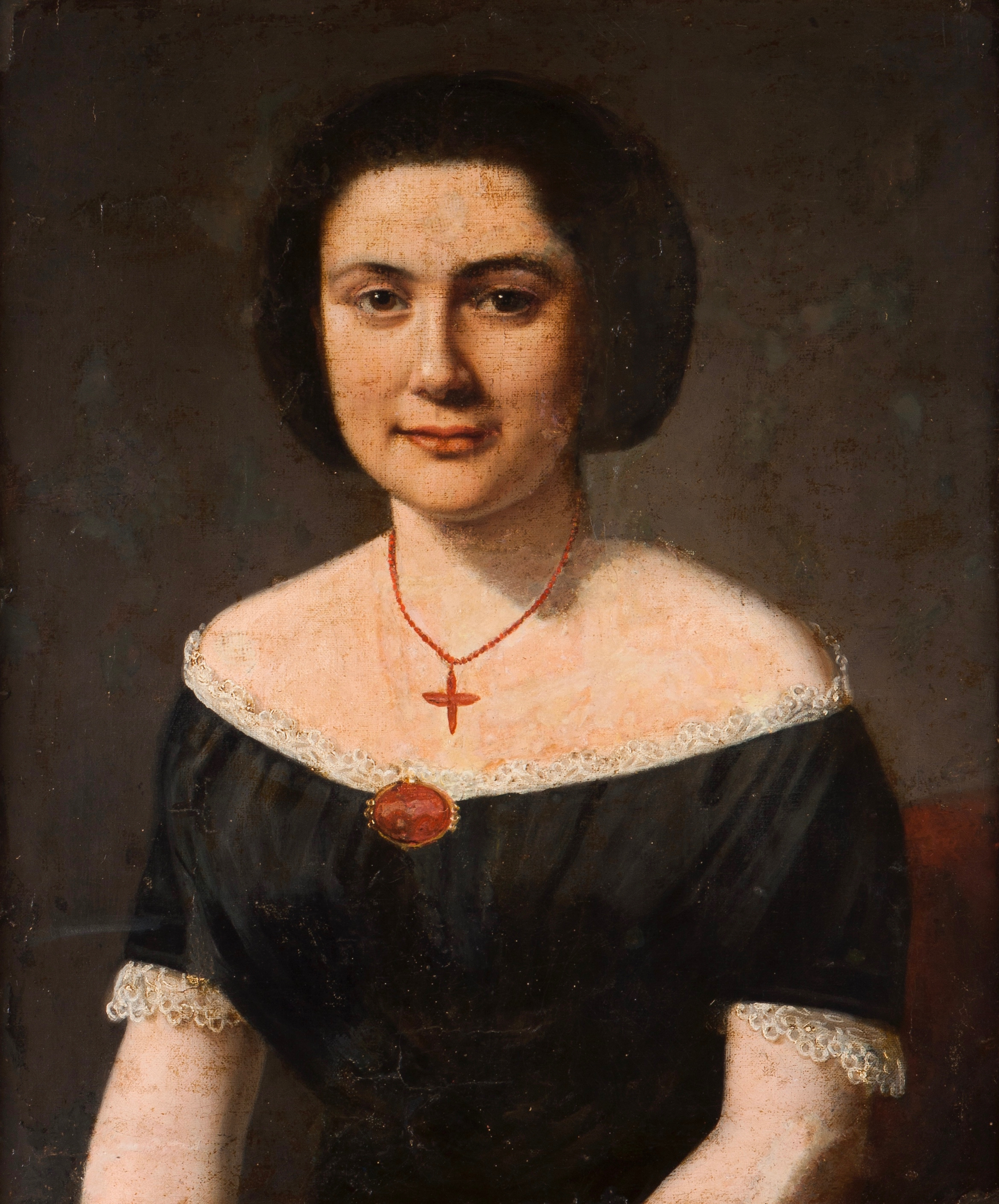
Maria Feliciana Ramalho Ortigão

Eduardo Burnay era filho de belgas, o médico Henry Burnay e de Lambertine Inês Josephine Forgeur. Era irmão de Henrique Burnay, 1.º Conde de Burnay, banqueiro de profissão. Era neto de João Baptista Burnay, empresário belga estabelecido no Porto com uma casa comercial desde finais do séc. XVIII. Foi casado com Feliciana Ortigão Burnay, filha do escritor Ramalho Ortigão (1836-1915). . Foram os pais do pintor Luís Ortigão Burnay.

## Obra
- Sobre a atomicidade (trad. de Naquet), 1 Um folheto, 1873.
- Sinopse descritiva das operações realizadas com assistência do curso do 4.º ano da faculdade de medicina no ano escolar de 1878 a 1879, n.º 20 a n.º 22.
- Análise fisiológica dos tecidos (Conferência no Instituto de Coimbra), n.º 23 (a cont.).
- Redacção do jornal "Estudos Médicos", Moléstia, Ensaio de filosofia médica, n.º 9 a n.º 15, 1878 a 1880.
- Do poder medicamentoso, n.º 2.
- Da craneologia como base de classificação anthropologica, Eduardo Burnay, Coimbra, Imprensa da Universidade, 1880.
- No "Comércio de Portugal", Uma Controvérsia Antropológica (Resposta a uma crítica do snr. Oliveira Martins), 1881, n.º 649, 651, 655, 661, 667, 674, 687, 696, 711, 723, 733.
- Gastrula e planula: As teorias filogenicas de Hæckel e de Ray-Lankester, Eduardo Burnay, Lisboa, Tip. da Academia Real das Sciencias, Dissertação de concurso à substituição da cadeira de Zoologia na Escola Polytechnica de Lisboa, 1883.
- "Sr. prof. Miguel Bombarda: Director da Medicina Contemporanea", Eduardo Burnay, in A medicina contemporanea, Ano 4, n.º 1, p. 8; n.º 3, p. 23-24, p. 8; pp. 23-24, 1886.
- Lisboa, 8 de maio de 1886, Eduardo Burnay, in A medicina contemporanea, Lisboa, Ano 4, n.º 19, p. 153, 1886.
- Introdução teórica ao estudo da química: Summario desenvolvido de algumas lições professadas na Escola Polytechnica, Eduardo Burnay, Lisboa: A. Ferin, 1888.
- Relatorio apresentado ao Illmo. e Exmo. Sr. Conselheiro José Luciano de Castro... sobre a fundação em Lisboa de um instituto anti-rabico, segundo o methodo Pasteur, Eduardo Burnay, Lisboa: s.n., 1888.
- Relatorio apresentado ao Illmo. e Exmo. Sr. Dr. Carlos José de Oliveira dignissimo Governador Civil do Districto de Lisboa sobre a organisação de uma morgue n'esta cidade, Eduardo Burnay, [Lisboa: s.n.], 1888.
- Oração proferida no funeral do Doutor Agostinho V. Lourenço, Eduardo Burnay, Lisboa: M. Gomes, 1892.
- Elogio histórico do Dr. Agostinho Vicente Lourenço..., pelo sócio Eduardo Burnay, Lisboa: Typografia da Academia, 1893.
- Bases da reorganização do ensino secundário apresentadas em sessão de 14 de Janeiro de 1903 na Câmara do Senhores Deputados, Eduardo Burnay, Lisboa: Imprensa Nacional, 1903.
- Elogio histórico do Conde de Ficalho lido na sessão solemne da Academia Real das Sciencias de Lisboa em 25 de Março de 1906, Eduardo Burnay, Lisboa: Typ. da Academia, 1906.
- Em legítima defesa: a casa Burnay Henry Burnay e cia. e o testamento do seu chefe e fundador: I exposição de Eduardo Burnay aos seus parentes, Lisboa: [Tipografia Universal], 1915.
- Ramalho Ortigão: Carta a Luiz de Magalhães..., Eduardo Burnay, Ramalho Ortigão, [S.l. : s.n.], 1916.
- Sete anos depois: A República Nova: Carta a Sidónio Pais, 1918 [autoria atribuída a Eduardo Burnay].[5] [6]
- Um ano depois... a morte!: carta ao Diario de Noticias, Eduardo Burnay, Lisboa: Typ. Universal, 1918.
- Colloides et état colloidal, Eduardo Burnay, Porto, Tip. A Vapor da Enciclopédia Portuguesa, Sep. da "Revista de Química pura e Aplicada", Quimica-Fisica 32, 1918.
- António Cândido: Discurso, Eduardo Burnay, Lisboa: Portugalia, 1922.
- O Doutor Manuel Dias Ortigão, Eduardo Burnay, Coimbra: Imp. da Universidade, 1922.
- O Conde de Castel-Melhor: As suas presumidas relações com os alquimistas, mágicos, filósofos, moedeiros-falsos e envenenadores do século XVII, Eduardo Burnay, Coimbra: Imp. da Universidade, 1923.